# Yves Patenôtre

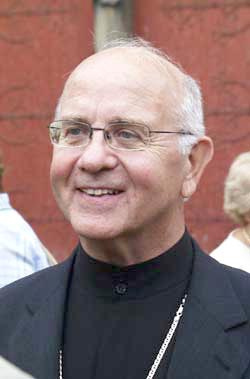
Erzbischof Yves Patenotre, Primas per Galliam et Germaniam

Primas-Wappen

Yves François Patenôtre (* 23. Januar 1940 in Troyes) ist ein römisch-katholischer Geistlicher und emeritierter Erzbischof von Sens und emeritierter Prälat der Mission de France o Pontigny.

## Leben
Yves François Patenôtre empfing am 29. Juni 1965 die Priesterweihe für das Bistum Troyes.
Papst Johannes Paul II. ernannte ihn am 1. Dezember 1994 zum Bischof von Saint-Claude. Die Bischofsweihe spendete ihm der Altbischof von Saint-Claude, Gilbert-Antoine Duchêne, am 15. März desselben Jahres; Mitkonsekratoren waren Gérard Antoine Léopold Daucourt, Bischof von Troyes, und André Pierre Louis Marie Fauchet, emeritierter Bischof von Troyes. Als Wahlspruch wählte er Servus per Jesum.
Am 30. Juli 2004 wurde er zum Koadjutorerzbischof von Sens und Koadjutorprälaten der Mission de France o Pontigny ernannt und am 29. August desselben Jahres in das Amt eingeführt. Nach der Emeritierung Georges Gilsons folgte er ihm am 31. Dezember 2004 als Erzbischof von Sens und Prälat der Mission de France o Pontigny nach.
Papst Franziskus nahm am 5. März 2015 seinen altersbedingten Rücktritt an.